# Уснея жёстковолосатая
Усне́я жёстковолосатая (лат. Usnea hirta) — лишайник семейства Пармелиевые, вид рода Уснея.

## Описание
Кустистый эпифитный лишайник. Слоевище 1,5—8 см длины. Цвет слоевище оливково-, бледно- или тёмно-зелёный, иногда зеленовато-жёлтый, матовый. Сердцевина белая, рыхлая. Апотеции развиваются очень редко, 5—7 мм в диаметре, с плоским, телесного цвета диском, покрытым лёгким беловатым налётом, окружённым толстоватыми, 2—3 мм длины фибриллами.

### Химический состав
Присутствуют вторичные метаболиты: усниновая, иногда норстиктовая кислоты и комплекс муроловой кислоты.

## Среда обитания и распространение
Произрастает на стволах и ветвях берёзы, сосны, лиственницы и деревьей других пород, а также на гниющей древесине главным образом в таёжных и горных лесах.
Встречается в Африке, включая Мадагаскар,  Европе, Северной, Центральной и Южной Америках.

## Охранный статус
Вид занесён в Красную книгу Московской области  как сокращающийся в численности.